# Jamie Dornan
James "Jamie" Dornan, född 1 maj 1982 i Holywood i County Down, är en nordirländsk skådespelare, modell och musiker. Han är bland annat känd för sin roll som Christian Grey i filmen Fifty Shades of Grey och dess uppföljare, men även som Graham Humbert i tv-serien Once Upon a Time och som Paul Spector i tv-serien The Fall.
Han har modellat för kända märken som Calvin Klein (med både Kate Moss och Eva Mendes), Dior, Aquascutum, Armani och många fler.

## Filmografi (i urval)
| År        | Titel                     | Roll              | Anmärkning |
| --------- | ------------------------- | ----------------- | ---------- |
| 2006      | Marie Antoinette          | Axel von Fersen   |            |
| 2008      | Beyond the Rave           |                   |            |
| 2009      | Nice to Meet You          | Den unga mannen   | Kortfilm   |
| 2009      | Shadows in the Sun        | Joe               |            |
| 2009      | X Returns                 | X                 | Kortfilm   |
| 2011–2013 | Once Upon a Time          | Graham Humbert    | TV-serie   |
| 2013–     | The Fall                  | Paul Spector      | TV-serie   |
| 2014      | Flying Home               | Colin             |            |
| 2015      | Fifty Shades of Grey      | Christian Grey    |            |
| 2016      | Belägringen av Jadotville | Pat Quinlan       |            |
| 2017      | Fifty Shades Darker       | Christian Grey    |            |
| 2018      | Fifty Shades Freed        | Christian Grey    |            |
| 2018      | Robin Hood                | Will Tillman      |            |
| 2023      | Mord i Venedig            | Dr Leslie Ferrier |            |